# Wiedomys
Wiedomys es un género de roedores de la familia Cricetidae.

## Especies
Este género contienen las siguientes especies:
- Wiedomys cerradensis Gonçalves, Almeida & Bonvicino, 2005
- Wiedomys pyrrhorhinos (Wied-Neuwied, 1821)